# Даббаху
Даббаху — вулкан, розташований у пустелі Данакіль у віддаленому районі Афар в Ефіопії. Вулкан Дабаху є складовою частиною так званого «афарського трикутника» — зони сильної вулканічної активності, що включає вулкан Ерта-Але. Виверження 2005 року призвело до утворення великої тріщини земної кори, відомої як «розлом Даббаху». Вулкан уважається найгарячішим місцем на поверхні Землі.

## Виверження 2005 року
Єдине відоме виверження вулкана Даббаху сталося 26 вересня 2005 року. Провісниками виверження стало безліч невеликих землетрусів, усього понад 130, магнітуда найсильнішого з них досягла 4,2 за шкалою Ріхтера. Виверження почалося за 5 км на північний схід від вершини. Піднесений попіл призвів до того, що на три дні місцевість навколо вулкана занурилася у темряву.
У наслідок виверження утворилася тріщина 500 м завдовжки, з клином із пемзи 30 м завширшки на південній частині розлому. Попіл долетів до адміністративного центру району Теру, розташованого за 40 км на північний захід від вулкана.

## Тектоніка плит
Вулкан розташований уздовж сомалійської плити. Вчені передбачають, що земля вздовж цієї області, відомої як Велика рифтова долина, зрештою розійдеться, і на цьому місці з'явиться новий океан, таким чином, східна Ефіопія стане островом, а на іншому березі — Джибуті.

## Придатність життю
Вчені проводять дослідження з пошуку екстремофілів в околиці вулкана.

## Див. також
- Географія Ефіопії